# استان گروستو
استان گروستو (به ایتالیایی: Province di Grosseto) استانی در غربی کشور ایتالیا است. گروستو در منطقهٔ توسکانی قرار دارد و مرکز آن شهر گروستو است. مساحت این استان ۴٬۵۰۴ کیلومترمربع و جمعیت آن طبق سرشماری سال ۲۰۱۱ میلادی، تقریباً ۲۲۱٬۴۴۲ نفر بوده‌است.